# La Condamine
La Condamine (en monegasco: A Cundamina) es uno de los diez distritos en que se encuentra dividido el Principado de Mónaco. Se localiza justo al frente del Mar Mediterráneo, y es famoso por ser el punto de llegada y salida del Gran Premio de Mónaco de Fórmula 1.
La Condamine histórica está dividida en cuatro distritos: la Condamine, Les Revoires, Monegeti y el Ravin de Sainte-Dévote.

## Toponimia
Su nombre actual viene del Bajo latín *condominium que designaba en la Edad Media una tierra, cercana al castillo, reservada al señor feudal y exenta de impuestos, o a veces una tierra sujeta a dos señores al mismo tiempo.

## Historia
La constitución monegasca de 1911 creó tres municipios: La Condamine era entonces una de las tres comunas del Principado. Es allí donde Fernand Forest murió en 1914. Un solo municipio fue restablecido en 1918.

#### Leyendas
Santa Devota fue martirizada en Córcega en el siglo III. Según la tradición, el barco que debía llevar su cuerpo a tierra africana, quedó atrapado en la tormenta, una paloma la guio hasta la costa europea y desembarcó en Mónaco. En la Edad Media, las reliquias de la santa fueron robadas y llevadas en barco. Pero cuando los criminales fueron atrapados, su barco fue quemado. Este es el origen de la ceremonia que se celebra el 26 de enero de cada año y durante la cual se quema una barca en la plaza frente a la iglesia votiva. Al día siguiente tiene lugar una imponente procesión.

## Geografía
Está situado en el suroeste del país, donde se encuentra el puerto de Mónaco, cuyo verdadero nombre es Puerto de Hércules. Fue fundada en 1297. Su nombre proviene de la Edad Media y hace referencia a la tierra cultivable que se encuentra a los pies de un pueblo o de un castillo.
Tiene 3.847 habitantes según el censo de 2000, y entre sus atractivos se encuentran el mercado municipal de la Plaza de Armas y la calle Princess Caroline, peatonal y con gran actividad comercial. También se destaca la capilla de Santa Devota, construida en el siglo XI y restaurada en el siglo XIX, donde se celebran todos los 27 de enero ceremonias en su memoria.

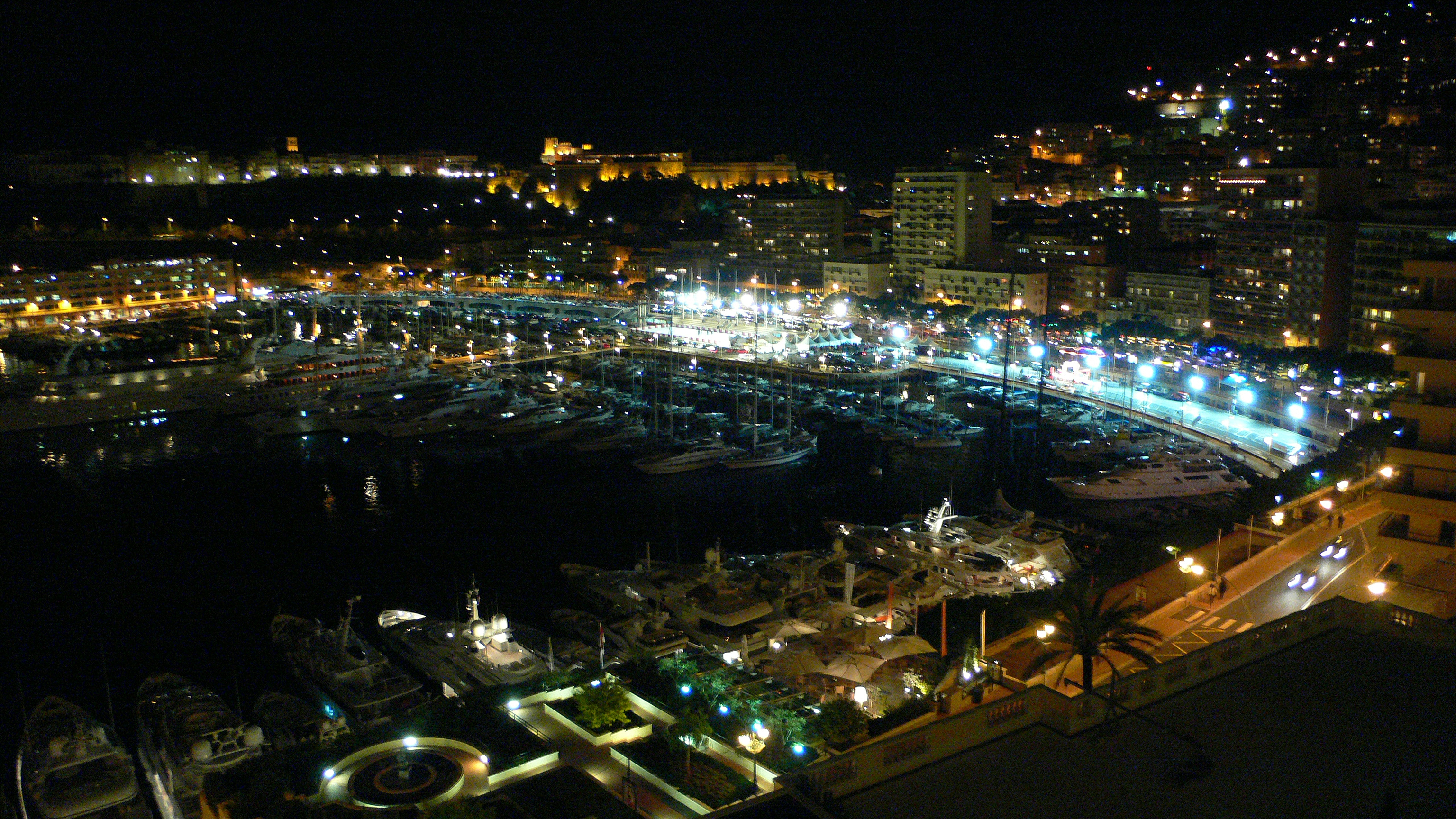
Vista nocturna

También acoge gran parte del Circuito de Mónaco.

## Educación
En el distrito se encuentran diversas instituciones educativas de diferente nivel en Mónaco entre las que se pueden citar encontramos:
- La Escuela de la Condamine (École de la Condamine)
- Escuela des Révoires (École des Révoires)
- Escuela Internacional de Mónaco (International School of Monaco)
- Escuela de Idiomas Regency (Regency School of Languages)
- Hotel y escuela técnica (Lycée Technique et Hôtelier )
- Academia de Música y Teatro Rainiero III  (Académie Rainier III Musique et Théâtre)